# Evangelische Stadtkirche (Treysa)

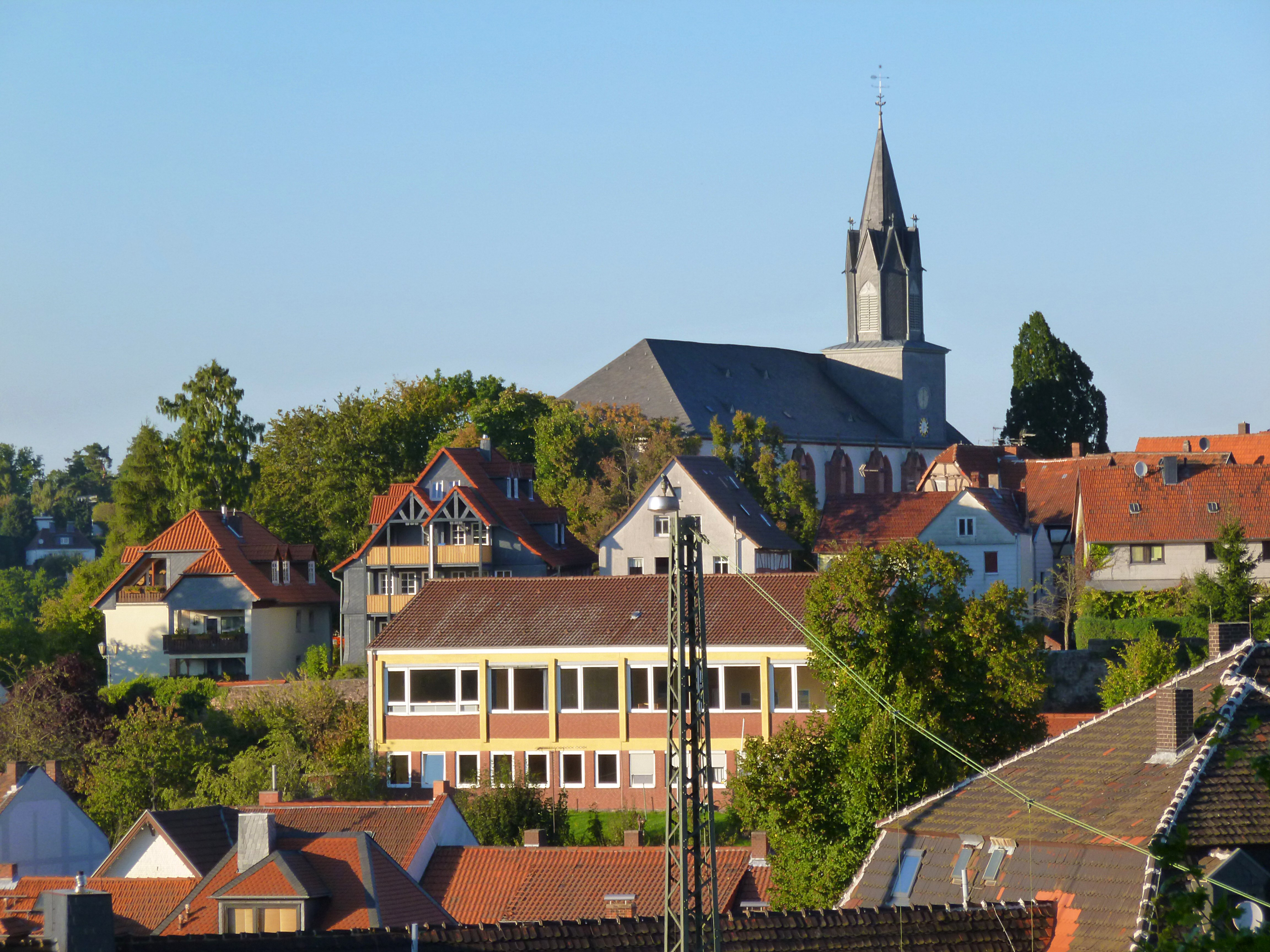
Stadtkirche in Treysa

Die evangelische Stadtkirche Treysa ist ein Kirchengebäude in Treysa, einem Stadtteil der Stadt Schwalmstadt im hessischen Schwalm-Eder-Kreis.

## Geschichte
Die Stadtkirche wurde 1350 als Klosterkirche für das Dominikanerkloster erbaut, Kirchenpatronin war Maria, die Mutter Jesu Christi. Nach Einführung der Reformation in der Landgrafschaft Hessen 1526 nach der Homberger Synode wurde das Kloster aufgehoben. 1531 genehmigte Landgraf Philipp der Stadt, die ehemalige Dominikanerkirche statt der baufällig gewordenen alten Stadtpfarrkirche St. Martin (heute Totenkirche) zu nutzen. Erster evangelischer Pfarrer war Nikolaus Ulner, der bereits 1523 evangelisch predigte. Im 19. Jahrhundert war Franz von Roques Pfarrer in Treysa.

## Architektur

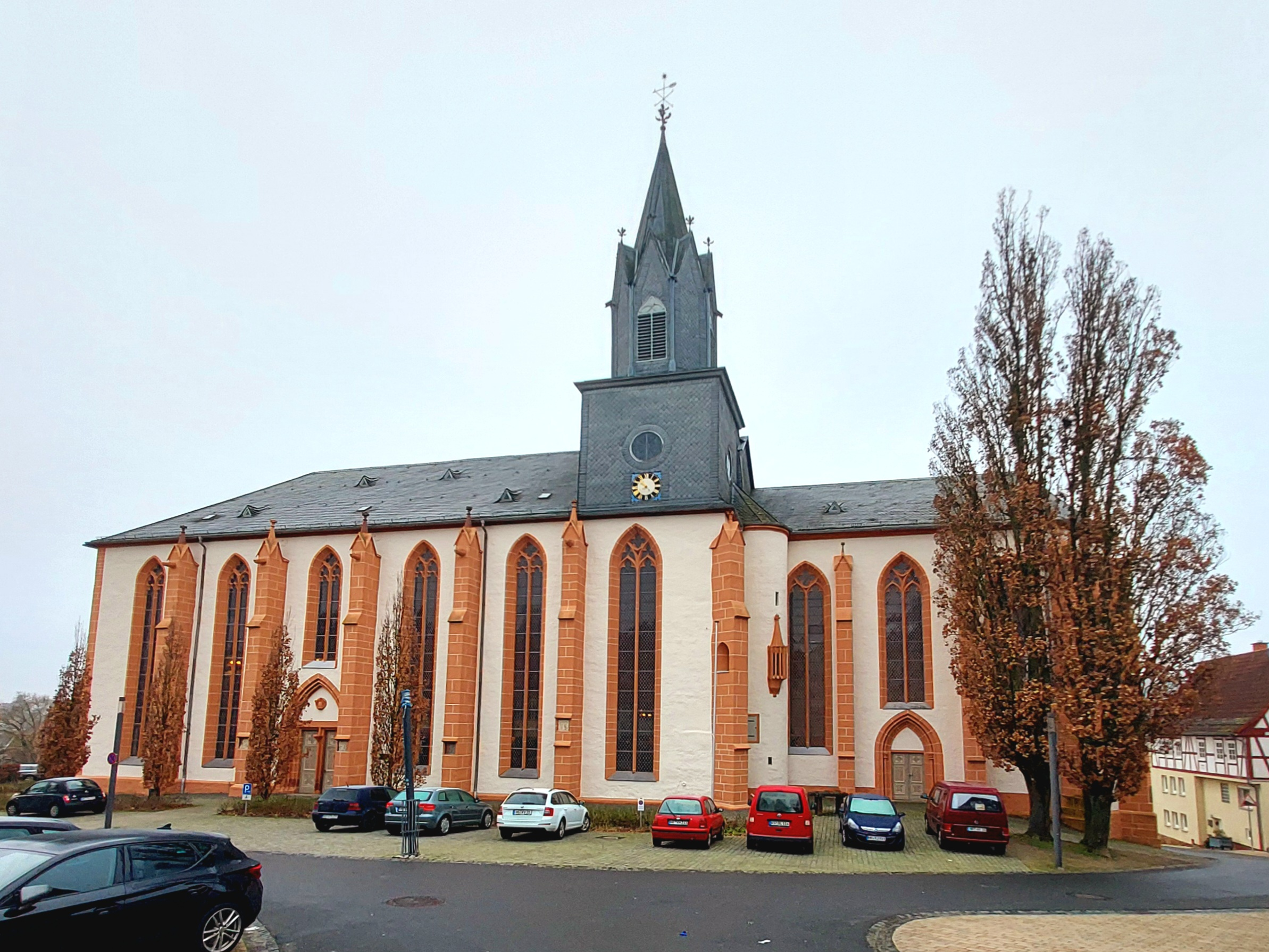
Die Stadtkirche vom Kirchplatz aus gesehen

Das Kirchengebäude hat in seiner langen Geschichte viele bauliche Veränderungen erfahren. Der heutige Zustand ist Ergebnis einer umfassenden Renovierung von 1985 bis 1990. Die Stadtkirche ist eine zweischiffige Hallenkirche mit einem schiefergedeckten Satteldach, Kreuzrippengewölbe und Fünfachtelschluss. Der Bau ist 50 Meter lang, knapp 15 Meter breit und hat eine Raumhöhe von rund 13 Meter. Die südöstliche Längsseite ist durch ein gotisches Strebewerk und sechs Lanzettfenster gegliedert. Das Portal im Chor und das an der südwestlichen Stirnseite wurden im 19. Jahrhundert aus dem ehemals als Totenkirche genutzten Bau gebrochen. Dem Satteldach sitzt einem massiven viereckigen Unterbau ein Glockenturm mit einer schlanken, mit einem Kreuz bekrönten Turmspitze auf. Im Gewölbe des Hauptschiffs befinden sich sechs gotische Schlusssteine, u. a. mit den Motiven Schutzmantelmadonna, Martyrium des Hl. Andreas am Kreuz, Salvator mundi und ein Pelikan als Symbol für Jesus Christus.

## Innenausstattung

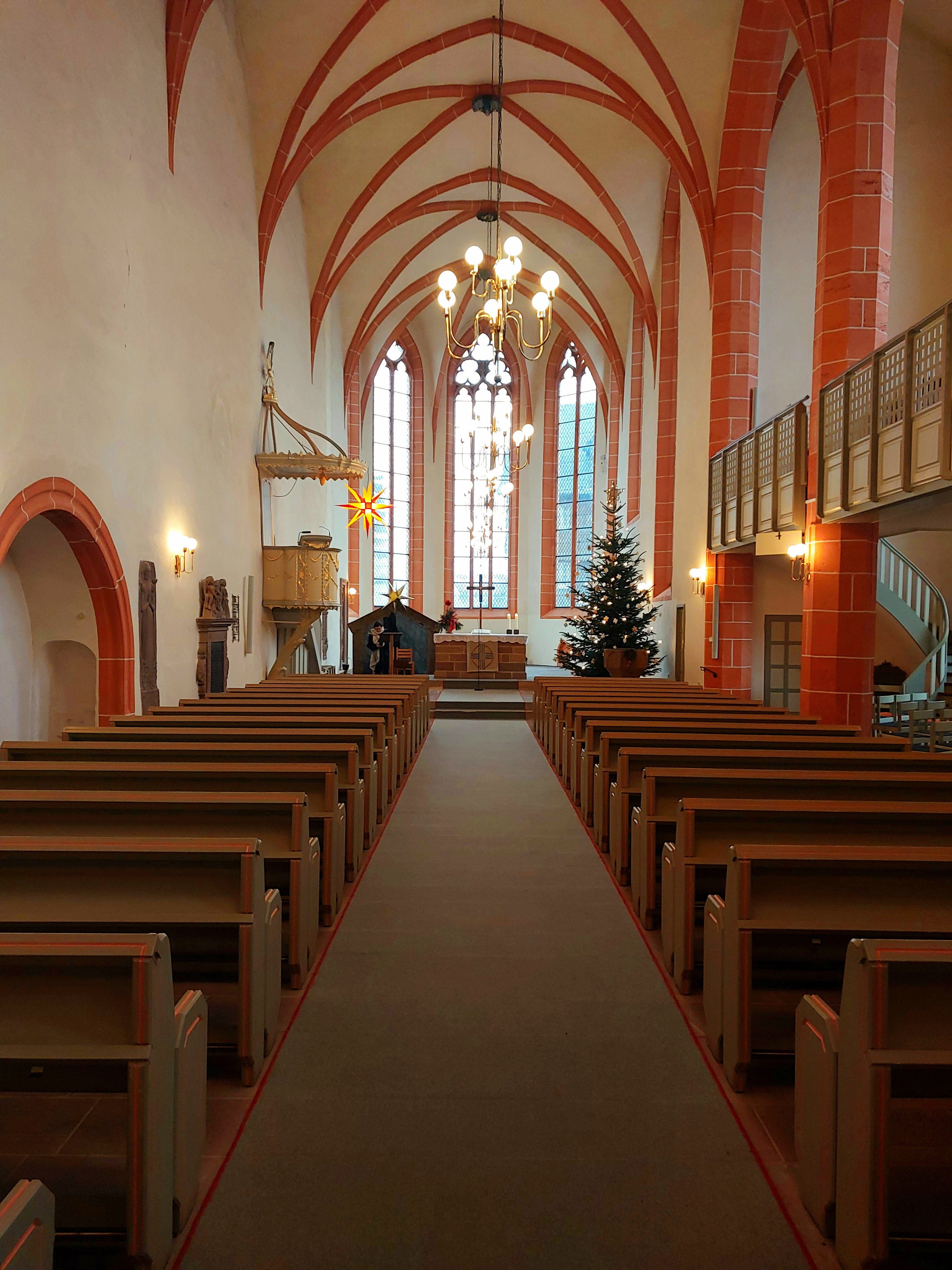
Hauptschiff mit rechtsseitiger Empore

Nach der Aufhebung des Klosters im Zuge der Reformation wurden der Hochaltar, der Lettner, der den Mönchschor von dem übrigen Kirchenraum abtrennt, sowie die Altäre im Nebenschiff entfernt und eine Empore eingebaut. Die heutige Empore und die Kirchenbänke stammen aus der Zeit des Umbaus in den Jahren 1985 bis 1990. Erhalten ist eine barocke Kanzel aus dem 16. Jahrhundert, der schlichte Steinalter im Hauptschiff stammt aus dem Jahr 1605.

## Orgel

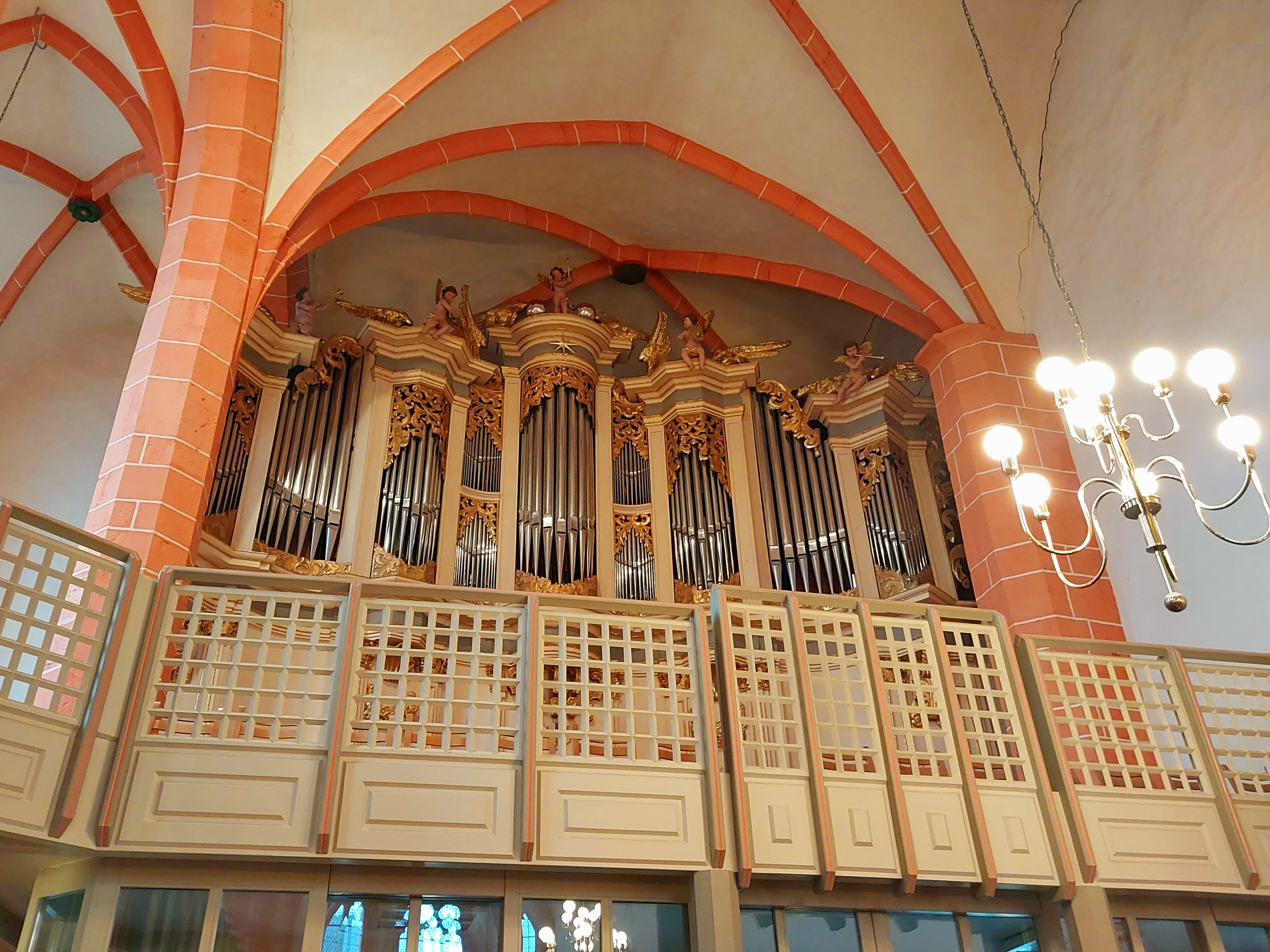
Orgel am südwestlichen Ende des Hauptschiffs

Die Orgel mit dem hochbarocken Prospekt aus dem ehemaligen Benediktinerkloster Obertheres wurde 1806 nach Treysa per Schiff verfrachtet. Der Prospekt wurde in den 1970er Jahren restauriert, während das Instrument selbst inzwischen durch ein neues ersetzt wurde.

## Gemeinde
Die Kirche gehört zu der Kirchengemeinde Franz von Roques im Kirchenkreis Schwalm-Eder, der zum Sprengel Marburg innerhalb der Evangelischen Kirche von Kurhessen-Waldeck gehört.